# كابيتولا (كاليفورنيا)
كابيتولا (بالإنجليزية: Capitola )‏ هي إحدى مدن مقاطعة سانتا كروز، كاليفورنيا. تم إعطاءها لقب مدينة في 11 يناير، 1949.

## المناخ
يظهر الجدول التالي التغييرات المناخية على مدار السنة لكابيتولا:
| البيانات المناخية لـكابيتولا        | البيانات المناخية لـكابيتولا | البيانات المناخية لـكابيتولا | البيانات المناخية لـكابيتولا | البيانات المناخية لـكابيتولا | البيانات المناخية لـكابيتولا | البيانات المناخية لـكابيتولا | البيانات المناخية لـكابيتولا | البيانات المناخية لـكابيتولا | البيانات المناخية لـكابيتولا | البيانات المناخية لـكابيتولا | البيانات المناخية لـكابيتولا | البيانات المناخية لـكابيتولا | البيانات المناخية لـكابيتولا |
| الشهر                               | يناير                        | فبراير                       | مارس                         | أبريل                        | مايو                         | يونيو                        | يوليو                        | أغسطس                        | سبتمبر                       | أكتوبر                       | نوفمبر                       | ديسمبر                       | المعدل السنوي                |
| ----------------------------------- | ---------------------------- | ---------------------------- | ---------------------------- | ---------------------------- | ---------------------------- | ---------------------------- | ---------------------------- | ---------------------------- | ---------------------------- | ---------------------------- | ---------------------------- | ---------------------------- | ---------------------------- |
| متوسط درجة الحرارة الكبرى °ف (°م)   | 60.6 (15.9)                  | 62.3 (16.8)                  | 64.4 (18.0)                  | 67.5 (19.7)                  | 70.1 (21.2)                  | 72.9 (22.7)                  | 73.4 (23.0)                  | 74.3 (23.5)                  | 74.5 (23.6)                  | 71.5 (21.9)                  | 64.9 (18.3)                  | 60.0 (15.6)                  | 68.0 (20.0)                  |
| متوسط درجة الحرارة الصغرى °ف (°م)   | 40.8 (4.9)                   | 42.7 (5.9)                   | 44.0 (6.7)                   | 45.5 (7.5)                   | 48.6 (9.2)                   | 51.5 (10.8)                  | 53.7 (12.1)                  | 53.9 (12.2)                  | 52.6 (11.4)                  | 49.0 (9.4)                   | 44.3 (6.8)                   | 40.8 (4.9)                   | 47.3 (8.5)                   |
| الهطول إنش (مم)                     | 6.40 (163)                   | 6.24 (158)                   | 4.67 (119)                   | 1.99 (51)                    | 0.85 (22)                    | 0.19 (4.8)                   | 0.01 (0.25)                  | 0.04 (1.0)                   | 0.27 (6.9)                   | 1.44 (37)                    | 3.75 (95)                    | 5.68 (144)                   | 31.53 (801)                  |
| متوسط أيام هطول الأمطار (≥ 0.01 in) | 10.6                         | 10.9                         | 10.0                         | 5.9                          | 3.3                          | 1.3                          | 0.3                          | 0.7                          | 1.5                          | 3.5                          | 7.5                          | 10.7                         | 66.2                         |
| المصدر: NOAA                        |                              |                              |                              |                              |                              |                              |                              |                              |                              |                              |                              |                              |                              |